# حزب الإرادة المصرية
الإرادة المصرية هو حزب سياسي مصري مكون من أعضاء متقاعدين من الجيش المصري.